# Ларс Рюдіґер
Ларс Рюдіґер (нім. Lars Rüdiger; нар. 17 квітня 1996, Берлін, Німеччина) — німецький стрибун у воду.
Учасник Олімпійських Ігор 2020 року.
Чемпіон Європи з водних видів спорту 2020 року, призер 2018, 2019 років.